# Julia Garner
Julia Garner (Nova York, EUA, 1 de febrer de 1994) és una actriu estatunidenca. Va guanyar reconeixement per interpretar a Ruth Langmore a la sèrie de drama criminal de Netflix Ozark (2017-2022), per la qual va rebre elogis de la crítica i va guanyar tres premis Primetime Emmy a la millor actriu secundària en una sèrie dramàtica i un Globus d'Or a la millor actriu secundària.
També va tenir papers a la sèrie dramàtica de FX The Americans (2015-2018), la minisèrie de Netflix Maniac (2018) i la sèrie de crims reals de Bravo Dirty John (2018-2019). El 2022, va interpretar a Anna Sorokin a la minisèrie de Netflix Inventing Anna, per la qual va rebre nominacions al premi Primetime Emmy i al Globus d'Or a la millor actriu.
Al cinema, Garner ha aparegut a Martha Marcy May Marlene (2011), The Perks of Being a Wallflower (2012) i Sin City: A Dame to Kill For (2014). També va tindre papers principals a les pel·lícules Grandma (2015), The Assistant (2019) i The Royal Hotel (2023).

## Primers anys
Garner va néixer al barri de Riverdale del Bronx, a Nova York, EUA. La seua mare, Tamar Gingold, és una terapeuta que va tenir una carrera d'èxit com a actriu i còmica a Israel. El seu pare, Thomas Garner, és un pintor i professor d'art originari de Shaker Heights, Ohio, EUA.
Va assistir a l'escola Eagle Hill a Greenwich, Connecticut, EUA. Va començar a prendre classes d'actuació als 15 anys per superar la seua timidesa.

## Carrera
Garner va debutar al cinema als 17 anys a Martha Marcy May Marlene de Sean Durkin, interpretant el paper de Sarah.
El 2012, el director David Chase la va convidar a interpretar un petit paper que havia escrit específicament per a ella a la seua pel·lícula Not Fade Away. El seu primer paper protagonista va ser a la pel·lícula de 2012, Electrick Children. El 2013, va protagonitzar al costat d'Ashley Bell la pel·lícula de terror The Last Exorcism Part II i va protagonitzar el remake estatunidenc de la pel·lícula de terror mexicana We Are What We Are.
Garner va protagonitzar Sin City: A Dame to Kill For el 2014 com a Marcie, una jove stripper que es troba amb un altre personatge, Johnny, interpretat per Joseph Gordon-Levitt. Aquesta va ser la primera vegada que va actuar amb un croma.
El 2015 va protagonitzar la pel·lícula de comèdia Grandma al costat de Lily Tomlin, dirigida per Paul Weitz. Garner va interpretar una estudiant adolescent que demana l'ajuda de la seua àvia poeta lesbiana per a un avortament. El 2016, va aparéixer en un episodi de la sèrie de comèdia Girls de HBO de Lena Dunham titulada "The Panic in Central Park".
Va continuar actuant a la televisió i va tenir un paper recurrent a la tercera temporada de la sèrie de thriller d'espies de FX The Americans. Va continuar el paper fins a la sisena temporada. Havia d'haver fet el seu debut al teatre a l'obra Smokefall de Noah Haidle al MCC Theatre el 2016, però va haver d'abandonar durant els assajos a causa de conflictes de programació.
A partir del 2017, va interpretar a Ruth Langmore a la sèrie de drama criminal de Netflix Ozark, al costat de Jason Bateman i Laura Linney. El paper va rebre elogis de la crítica i tres premis Primetime Emmy a la millor actriu secundària en una sèrie dramàtica.
El 2018, Garner va aparéixer a la minisèrie de Netflix Maniac com Ellie, la germana del personatge d'Emma Stone. També va fer aparicions regulars a la sèrie true crime de Bravo Dirty John (2018–19). Va interpretar a Terra Newell, la filla del personatge de Connie Britton.
El 2019, va aparéixer a la sèrie d'Amazon, Modern Love. Va aparéixer en dos episodis de la primera temporada com una dona que està enamorada d'un home molt gran, interpretat per Shea Whigham. El mateix any, va protagonitzar la pel·lícula de drama independent The Assistant com a assistent de producció en un entorn de treball tòxic. La pel·lícula, que va ser dirigida per Kitty Green, va abordar la cultura actual que envolta el moviment MeToo. La pel·lícula es va estrenar al Festival de Cinema de Telluride del 2019 amb l'aclamació de la crítica. Garner va rebre elogis per la seua actuació així com una nominació al Premi Independent Spirit.
Garner també protagonitza la minisèrie de Netflix Inventing Anna, interpretant el paper principal de l'estafadora Anna Delvey. La sèrie va ser creada i produïda per Shonda Rhimes, basada en l'article de New York "How Anna Delvey Tricked New York's Party People" escrit per Jessica Pressler. Va ser estrenada a Netflix l'11 de febrer de 2022.
El 2022, va unir-se al repartiment de la pel·lícula de suspens Apartment 7A, que serveix com a preqüela de Rosemary's Baby de 1968, dirigida per Natalie Erika James. La seua empresa Alma Margo també va signar un primer acord amb Tomorrow Studios. El juny del mateix any, va ser escollida per Madonna per interpretar-la en el seu biopic autoproduït Who's That Girl; el projecte es va suspendre mentre la cantant estava de gira, i la producció es va reiniciar el 2024.
El 2023, va protagonitzar The Royal Hotel dirigida per Kitty Green.
L'abril de 2024, Garner va ser elegida com Shalla-Bal / Silver Surfer a la propera pel·lícula del Marvel Cinematic Universe, The Fantastic Four: First Steps.

## Vida privada
Garner es va casar amb el cantant Mark Foster, vocalista principal de Foster the People, en una cerimònia el desembre de 2019 a l'Ajuntament de Nova York, vuit mesos després d'haver-se compromés.

## Filmografia
| Any  | Títol                            | Personatge                 | Notes          |
| ---- | -------------------------------- | -------------------------- | -------------- |
| 2011 | Martha Marcy May Marlene         | Sarah                      |                |
| 2012 | Electrick Children               | Rachel McKnight            |                |
| 2012 | The Perks of Being a Wallflower  | Susan                      |                |
| 2012 | Not Fade Away                    | Xica a un cotxe            |                |
| 2013 | We Are What We Are               | Rose Parker                |                |
| 2013 | The Last Exorcism Part II        | Gwen                       |                |
| 2013 | Hair Brained                     | Shauna Holder              |                |
| 2014 | I Believe in Unicorns            | Cassidy                    |                |
| 2014 | Sin City: A Dame to Kill For     | Marcie                     |                |
| 2015 | Grandma                          | Sage                       |                |
| 2016 | Good Kids                        | Tinsley                    |                |
| 2017 | Tomato Red                       | Jamalee Merridew           |                |
| 2017 | One Percent More Humid           | Catherine                  |                |
| 2017 | Everything Beautiful Is Far Away | Rola                       |                |
| 2019 | The Assistant                    | Jane                       |                |
| 2023 | The Royal Hotel                  | Hanna                      |                |
| 2024 | Apartment 7A                     | Terry Gionoffrio           |                |
| 2025 | Wolf Man                         | Charlotte                  | Post-producció |
| 2025 | The Fantastic Four: First Steps  | Shalla-Bal / Silver Surfer | Post-producció |
| 2026 | Weapons                          | TBA                        | Post-producció |

| Any       | Títol                        | Personatge                      | Notes                                    |
| --------- | ---------------------------- | ------------------------------- | ---------------------------------------- |
| 2015–2018 | The Americans                | Kimberly Breland                | 10 episodis                              |
| 2016      | Girls                        | Companya d'habitació de Charlie | 1 episodi                                |
| 2016–2017 | The Get Down                 | Claudia Gunns                   | 2 episodis                               |
| 2017–2022 | Ozark                        | Ruth Langmore                   | Personatge principal                     |
| 2018      | Waco                         | Michelle Jones                  | Miniserie                                |
| 2018      | Maniac                       | Ellie Landsberg                 | Miniserie                                |
| 2018–2019 | Dirty John                   | Terra Newell                    | Personatge principal (primera temporada) |
| 2019      | Modern Love                  | Maddy                           | 2 episodis                               |
| 2020      | Robot Chicken                | Veus                            | 1 episodi                                |
| 2022      | Inventing Anna               | Anna (Sorokin) Delvey           | Miniserie                                |
| 2023      | RuPaul's Drag Race           | Jutge convidada                 | 1 episodi                                |
| 2023      | RuPaul's Drag Race: Untucked | Ella mateixa                    | 1 episodi                                |